# Barbara Kowalczyk
Barbara Kowalczyk, po mężu Dąbrowska (ur. 1933) – polska koszykarka, występująca na pozycji rozgrywającej, reprezentantka Polski, multimedalistka mistrzostw Polski.

## Osiągnięcia
Na podstawie, o ile nie zaznaczono inaczej.
Drużynowe
- Mistrzyni Polski (1951, 1952)
- Wicemistrzyni Polski (1950, 1953)
- Brązowa medalistka mistrzostw Polski (1954, 1956)

Reprezentacja
- Uczestniczka mistrzostw:
  - świata (1959 – 5. miejsce)[3]
  - Europy (1952 – 5. miejsce, 1956 – 5. miejsce, 1958 – 5. miejsce)[4][5][6]